# 破冰行動
《破冰行動》由北京爱奇艺科技有限公司出品的2019年中國大陸緝毒警匪網路劇，由傅东育及刘璋牧執導，黃景瑜、吴刚及任達華領銜主演，2018年3月30日开机，8月16日全劇殺青 。该剧起初是湖南卫视2019年招商剧其中之一，后因金鹰独播剧场没有合适的档期播出再加上爱奇艺堅持先网后台，由央视接手，最终于2019年5月7日在愛奇藝首先播出，其後於同年在5月10日於央視八套上星播出。

## 播出时间
| 频道            | 所在地   | 播映日期      | 播出时间                                                             | 备注             |
| --------------- | -------- | ------------- | -------------------------------------------------------------------- | ---------------- |
| 爱奇艺          | 中国大陆 | 2019年5月7日  | VIP每晚20:00更新兩集，非VIP每晚24:00同步央視更新                     | 完整版           |
| 央視八套        | 中国大陆 | 2019年5月10日 | 每晚 19:30 - 21:10（两集連播）                                       | 刪減版           |
| 北京卫视        | 中国大陆 | 2019年6月1日  | 每晚 19:35 - 21:10（两集連播）                                       | 二轮联播，完整版 |
| 广东卫视        | 中国大陆 | 2019年6月1日  | 每晚 19:35 - 21:10（两集連播）                                       | 二轮联播，完整版 |
| 山东卫视        | 中国大陆 | 2019年6月1日  | 每晚 19:35 - 21:10（两集連播）                                       | 二轮联播，完整版 |
| Astro爱奇艺频道 | 马来西亚 | 2019年7月17日 | 星期三至五 22:00 - 00:00（两集连播） （7月24日起改為星期三至四播出） | 完整版           |
| 中华TV          |          | 2020年1月6日  | 每晚23点                                                             | 完整版           |
| 港台電視31      | 香港     | 2023年1月27日 | 21:30 -                                                              | 國劇夜場時段     |

## 劇情介紹
劇情根据亚洲最大制毒贩毒案改编，取材自2013年广东“雷霆扫毒”系列行动中的陆丰扫毒、消滅“亚洲制毒第一村”的真实事件。以李飞父子的缉毒行动为双线索，讲述了两代缉毒警察撕开当地毒贩织起的错综复杂的地下毒网，冲破重重迷局，为“雷霆扫毒”专项行动奉献热血与生命的故事。

## 演员列表

### 主要演员
| 演員   | 角色             | 介紹 | 粵語配音 |
| 黃景瑜 | 李飛             | 東山市公安局禁毒大隊警員。從小母親就被殺害，父親因追查真相而離開，因此由外婆養大。孤僻且衝動冒進。一級警司(一線三星)。                                     | 陳成港   |
| 吳剛   | 李维民           | 李飞义父，省公安厅禁毒局副局长、聯合调查组组长。二级警监(一枝二星)。                                                                                       | 周倚天   |
| 任達華 | 赵嘉良 /李建中） | 李飞生父，原为海员，因其妻缉毒警察鍾素娟被害而深入黑社会成为卧底数十年，后被林耀东绑架。 第47集（电视版第43集）被林灿开枪打死。                            | 李家傑   |
| 王勁松 | 林耀东           | 本剧最终反派，塔寨村村委会主任，東山市人大代表、常委。带领塔寨的村民发家致富，实为大毒枭，与刘浩宇/马云波等人勾结。 第47集（电视版第43集）被捕并被判死刑。 | 郭湛深   |
| 马渝捷 | 马雯             | 省公安厅禁毒局警员，李飞的保镖，在保护李飞时对他逐渐有了感情。 后中枪并送医院抢救，生死未卜（电视版交代从枪伤中康复）。 一級警司(一線三星)。               | 何凱怡   |
| 李墨之 | 陈珂             | 東山市人民医院护士，宋杨的女友。 | 楊婉潼   |

### 塔寨村
| 演員   | 角色   | 介紹 | 粵語配音 |
| 杨子骅 | 林耀华 | 塔寨村村委会副主任，塔寨村二房房头，林耀东之弟，大毒枭，后被捕并被判死刑。                                                                       | 馮瀚輝   |
| 公磊   | 林宗辉 | 塔寨村三房房头，林耀东与林耀华的堂弟，后反目并被林耀东枪杀。                                                                                     | 鄧燦陽   |
| 丁楠   | 林景文 | 林耀東兒子。深圳大龍貿易董事長兼總經理。 |          |
| 宋撼寰 | 林灿   | 林耀华儿子，马仔头儿，塔寨村村民。東山市大龍房地產副總經理。为人霸道，四年前曾打殘林宗輝的二兒子林二寶。第47集开枪打死赵嘉良，后被捕并被判死刑。 | 黃尉斯   |
| 张笑阳 | 林天昊 | 林耀华亲信，马仔头儿，塔寨村村民，后被捕并被判死刑。                                                                                             | 葉子楓   |
| 赵煊   | 林胜武 | 林宗辉侄子，蔡小玲之夫，林胜文哥哥，后被林灿、林天昊等追杀，并用林天昊的枪开枪打死自己。                                                         | 李家傑   |
| 王成阳 | 林胜文 | 林胜武弟弟，第一集被捕后被释放，之后自杀，实为林耀东指使的手下杀害。                                                                             |          |
| 刘若嫣 | 蔡小玲 | 林胜武之妻，陈珂闺蜜，后遭林耀东等人软禁，流产及吸毒致死。                                                                                       | 王綺婷   |
| 朱昱霖 | 周琳   | 林勝文的情婦。 | 陳雪瑩   |

### 東山市
| 演員   | 角色   | 介紹 | 粵語配音 |
| 徐經緯 | 陳文澤 | 東山市市長。 | 鄧燦陽   |
| 王泉   | 羅旭   | 东山市公安局局長。 |          |
| 张晞临 | 马云波 | 东山市公安局副局长，三級警監(一枝一星)。李维民徒弟，三年前徒弟李飞曾救過其一命，警方内鬼，因妻子于慧为救他而受枪伤终身痛苦而寻求毒品为她止痛，遂被林耀东胁迫成为保护伞，但本性不坏，于慧死后悔改并向李维民交代罪证并逮捕林耀东及向蔡永强自首。 | 陳力航   |
| 唐旭   | 蔡永强 | 东山市公安局禁毒大队大队长，李飞上司。一級警督(二線三星) | 鄧燦陽   |
| 李常宏 | 陳自立 | 东山市公安局禁毒大队副大队长。三級警督(二線一星) |          |
| 陆思宇 | 宋杨   | 东山市公安局禁毒大队警員，李飞的好兄弟，陈珂的男友，后被犯罪分子用李飞的枪杀死。 | 嚴鎮華   |
| 賴藝   | 周凯   | 东山市公安局禁毒大队警員，李飞同事，蔡永强下属。 |          |
| 艾东   | 陈光荣 | 东山市公安局刑侦大队大队长，市長陈文泽之弟，警方内鬼，多宗命案的幕后黑手，后被林耀东指使的手下打死。二級警督(二線二星) | 黃尉斯   |
| 高健   | 蔡軍   | 东山市公安局刑侦大队警員。林宗輝的女婿。一級警司(一線三星)。 | 郭湛深   |

### 廣東省
| 演員   | 角色   | 介紹                                       | 粵語配音 |
| 石燕京 | 王志雄 | 廣東省公安廳廳長。副總警監(半周枝)         | 李家傑   |
| 劉建國 | 雷建華 | 廣東省公安廳副廳長。二級警監(一枝二星)     | 馮瀚輝   |
| 趙成順 | 崔振江 | 廣東省公安廳禁毒局局長。二級警監(一枝二星) | 杜景煜   |
| 楊豐宇 | 杜力   | 廣東省公安廳禁毒局警員。                   |          |

### 公安部
| 演員   | 角色     | 介紹                                                   | 粵語配音 |
| 高明   | 郝副部長 | 公安部副部长。副總警監(半周枝)                         | 周鑫霆   |
| 施大生 | 苏建国   | 公安部禁毒局局長。一級警監(一枝三星)                   | 嚴鎮華   |
| 陈宁   | 左兰     | 公安部禁毒局处长，聯合調查組副組長。三級警監(一枝一星) | 馮詠恩   |
| 不文輝 | 蘇康     | 公安部禁毒局副处长，聯合調查組成員。一級警督(二線三星) | 馮詠恩   |

### 其他演员
| 演員   | 角色           | 介紹 | 粵語配音 |
| 周艺轩 | 陈岩           | 陈珂的弟弟，曾因遭怀疑家里藏毒品而被逮捕，导致他神志不清。                                                                       | 葉子楓   |
| 韩与诺 | 钟素娟         | 李飞的生母。20多年前是海關緝私局的警員，李維民的得力干將，查獲一起毒品走私案後被威脅利誘，不成後被殺，实为林耀东指使的手下杀害。 |          |
| 骆应钧 | 譚思和         | 香港警务处总警司，李维民合作伙伴，赵嘉良之联络人。                                                                               | 周鑫霆   |
| 马锡忠 | 罗绍鸿         | 香港富商，赵嘉良之师父。 | 馮瀚輝   |
| 洪浚嘉 | 钟伟           | 赵嘉良手下。 | 鄧燦陽   |
| 陈逸恒 | 刘浩宇         | 香港浩宇集团董事长，实为大毒枭，与林耀东勾结，后被捕并被判死刑。                                                                 | 陳力航   |
| 刘一含 | 张敏慧         | 浩宇集團財務總監。 | 馮詠恩   |
| 李雄   | 黃達成         | 劉浩宇販毒集團骨幹成员。 |          |
| 郝柏傑 | 何瑞龙         | 青龙物流CEO，宋倩之夫兼马仔，刘浩宇贩毒集团骨干成员，后被捕在监狱里被杀害。                                                      |          |
| 王欣雨 | 宋倩           | 青龙物流大股东，何瑞龙之妻，刘浩宇贩毒集团骨干成员。                                                                             | 石梓晴   |
| 周樂   | 赵學超         | 中山市公安局副局長。三级警监(一枝一星)                                                                                           | 譚禹晋   |
| 劉家禕 | 林小力         | 林耀東培養的手下。 | 杜景煜   |
| 馮偉強 | 姜大隊長       | | 杜景煜   |
| 羅偉霖 | 劉華明         | | 馮瀚輝   |
| 劉敏   |                | 陳珂的父親。 | 陳力航   |
| 王雲華 |                | 陳珂的母親。 |          |
| 龍青霞 | 羅佳怡         | 張敏慧的表妹。 | 楊婉潼   |
| 李昊楠 | 伍仔（呂遠）   | 被利用作運毒的年輕人。 | 葉子楓   |
| 秦海   |                | 心理醫生。 | 杜景煜   |
| 張景倫 | 大蝦（林輝明） | 毒販。 | 杜景煜   |
| 劉奔   | 麻子（畢濤）   | |          |
| 熊睿玲 | 于慧           | 馬雲波的妻子。 | 石梓晴   |

## 电视原声带
| 曲序 | 曲目                   |        | 作曲   | 编曲   | 製作人 | 演唱   | 备注           |
| ---- | ---------------------- | ------ | ------ | ------ | ------ | ------ | -------------- |
| 1.   | 《無妨》（主题曲）     | 林珺帆 | 張江   | 鄭楠   | 張江   | 孫楠   | 混音 Simon Lee |
| 2.   | 《最好的答案》（插曲） | 黃貞穎 | 呂紹淳 | 呂紹淳 | 呂紹淳 | 陳侑彤 | 混音 谢宜芳    |

## 收視率
| 中国 中央电视台电视剧频道 首播收视率 |               |        |          |        |           |           |           |                                                               |
| 集數                                 | 播出日期      | CSM55  | CSM55    | CSM55  | CSM全国网 | CSM全国网 | CSM全国网 | 備註                                                          |
| 集數                                 | 播出日期      | 收視率 | 收視份額 | 排名   | 收視率    | 收視份額  | 排名      | 備註                                                          |
| 1-2                                  | 2019年5月10日 | 0.896  | 3.499    | 5      | 1.35      | 5.75      | 1         |                                                               |
| 3-4                                  | 2019年5月11日 | 0.825  | 3.305    | 5      | 1.18      | 5.03      | 1         |                                                               |
| 5-6                                  | 2019年5月12日 | 0.912  | 3.47     | 5      | 1.26      | 5.35      | 1         |                                                               |
| 7-8                                  | 2019年5月13日 | 0.903  | 3.535    | 5      | 1.23      | 5.24      | 1         |                                                               |
| 9-10                                 | 2019年5月14日 | 0.906  | 3.512    | 6      | 1.34      | 5.8       | 1         |                                                               |
| 11-12                                | 2019年5月15日 | 0.973  | 3.828    | 5      | 1.3       | 5.64      | 1         |                                                               |
| 13-14                                | 2019年5月16日 | 1.002  | 3.993    | 4      | 1.33      | 5.83      | 1         |                                                               |
| 15-16                                | 2019年5月17日 | 1.075  | 4.095    | 3      | 1.26      | 5.32      | 1         | 江苏、浙江《一场遇见爱情的旅行》、CCTV-1《永遠的戰友》完結    |
| 17-18                                | 2019年5月18日 | 1.126  | 4.414    | 2      | 1.28      | 5.39      | 1         | 東方《七日生》完結 江苏《我要和你在一起》、CCTV-1《麥香》開播 |
| 19-20                                | 2019年5月19日 | 1.239  | 4.587    | 2      | 1.51      | 6.35      | 1         | 東方、浙江《我的真朋友》開播                                  |
| 21-22                                | 2019年5月20日 | 1.185  | 4.776    | 1      | 1.4       | 6.16      | 1         |                                                               |
| 23-24                                | 2019年5月21日 | 1.085  | 4.304    | 2      | 1.32      | 5.9       | 1         |                                                               |
| 25-26                                | 2019年5月22日 | 1.099  | 4.446    | 3      | 1.36      | 6.07      | 1         |                                                               |
| 27-28                                | 2019年5月23日 | 1.201  | 4.782    | 2      | 1.37      | 6.16      | 1         |                                                               |
| 29-30                                | 2019年5月24日 | 1.181  | 4.629    | 1      | 1.44      | 6.26      | 1         |                                                               |
| 31-32                                | 2019年5月25日 | 1.266  | 4.838    | 1      | 1.46      | 6.22      | 1         |                                                               |
| 33-34                                | 2019年5月26日 | 1.399  | 5.133    | 1      | 1.68      | 6.98      | 1         |                                                               |
| 35-36                                | 2019年5月27日 | 1.424  | 5.498    | 1      | 1.63      | 7.02      | 1         |                                                               |
| 37-38                                | 2019年5月28日 | 1.528  | 5.969    | 1      | 1.81      | 7.78      | 1         |                                                               |
| 39-40                                | 2019年5月29日 | 1.512  | 5.854    | 1      | 1.92      | 8.27      | 1         |                                                               |
| 41-42                                | 2019年5月30日 | 1.693  | 6.614    | 1      | 2.03      | 8.9       | 1         | 北京《我们都要好好的》完結                                    |
| 43                                   | 2019年5月31日 | 1.591  | 6.713    | 1      | 1.9       | 8.82      | 1         |                                                               |
| 平均收視                             | 平均收視      | 1.173  | 4.578    | 不適用 | 1.46      | 6.28      | 不適用    |                                                               |

1. 同时段或交叉时段主要节目：
  - CCTV-1：《永遠的戰友》／《麥香》
  - 北京：《我们都要好好的》
  - 湖南：《築夢情緣》
  - 東方：《七日生》／《我的真朋友》
  - 浙江：《一场遇见爱情的旅行》／《我的真朋友》
  - 江苏：《一场遇见爱情的旅行》／《我要和你在一起》
2. 数据由广视索福瑞提供，调查范围为四岁以上之观众。
3. 以上收视排名包括央视在内。
4. 收視最低的集數以藍色表示，收視最高的集數以紅色表示
5. 资料来源：卫视这些事儿、TV未知数

## 製作與播出
- 该剧取材自2013年广东开展“雷霆扫毒”系列行动中，「陆丰扫毒」及消滅“亚洲制毒第一村——甲西镇博社村”这一真实事件。
- 该剧于2018年1月18日在广州举行开机仪式。
- 劇集拍摄地均在广州、中山等地的公安局及警校实地拍摄，尤其是千人大抓捕的重场戏，片方协调调动1400余名真实警察参与拍摄。
- 剧本先后获得2017年国家新闻广电总局电视剧司和北京市新闻出版广电局优秀剧本奖。
- 该剧的爱奇艺网播版和央视电视首播版的大结局末尾版本不同，其中央视版的大结局最终片段为“六个月后陈珂收到李飞抵达新疆的来信，陈珂在海滩上仰望”，此外，被枪伤的马雯也在最后被提及“正在康复中”，而爱奇艺网播版则无该片段，取而代之为真实新闻的后续发展背景，直到二輪播出的時候才加入央視版本的大結局片段。

### 和原著的出入及相关争议
- 李飞作为警察，多次和并非警察的陈珂、水伯交流案情，违背纪律。
- 自己都知道自己罪孽深重的林胜武仅仅因为与林家反目被追杀而死就被渲染了很多悲壮的煽情戏份。
- 剧中马雯在被林家监视的医院拿到蔡小玲的纸条后只需记住即可，没有必要冒险扔给外面的陈珂。蔡小玲在纸条上写的字意指“林胜武的手机里有犯罪证据”，而主角们早已知道林胜武的弟弟林胜文的手机里有行贿视频并猜到林胜文在被杀前把视频给了林胜武，所以纸条上的信息几乎毫无意义。
- 原著李飞、马雯拿到制毒名单后没有冒险突围。当时李飞通过密道进村，只需要秘密将名单从原路送出或拍照发出即可，其他人留下反而能麻痹村民，一起冒险突围的行为没有必要。突围时众人在有司机的情况下由李飞开车导致李飞未能参与对村民的战斗，马雯在有枪的情况下没有用枪而是用灭火器对抗村民，最终中枪重伤不醒。
- 李维民围攻塔寨村时先毁坏摄像头再断电，没有必要；事先决定了先攻打祠堂，警察们进村后却先抓村民，等赶到祠堂时赵嘉良已经在祠堂被杀。
- 和赵嘉良一同被绑进塔寨的手下钟伟在获释后没有配合警察救赵嘉良，而是消失了。
- 剧中警察在与村民搏斗的时候没有开枪而是持枪搏斗。
- 原著赵嘉良是为救李飞而被林小力开枪打死，林耀东看到自己教出来的孩子竟然可以冷静地开枪杀人后也开始反思林宗辉对他的指责。电视剧可能为了过审不能出现未成年人杀人的情节，故将剧情改为林灿以为塔寨报仇为由枪杀赵嘉良，林灿的这一举动导致之前林耀东独揽罪责并将家族托付给他的意图失去了意义。
- 原著马云波在给李维民写信悔罪后自杀，剧中则改为束手就擒被判刑12年，导致其写悔罪信的行为不再合理和必要；剧中他在悔罪信中已经预言到自己能活捉林耀东，且在警察们受命围捕林耀东等人时，他作为一个已经暴露的黑警竟然能够顺利进村、开车离开，最后逮捕林耀东时没有缴林耀东的枪。
- 马云波说可以带林耀东逃跑时，一向多疑的林耀东却轻信了他，最终因此落网。
- 剧中林耀华在被林耀东叮嘱烧毁帐本后，不是一本一本而是一页一页地烧。
- 剧中除林耀东外，林耀华等重要犯罪角色也都被判死刑。原著林耀华因交代罪行、态度良好判了死缓，也没有明言除林耀东外的其他重要犯罪角色具体被如何判刑。
- 剧中陈珂一角作为护士同时具备骨科、妇产科、外科、亲子鉴定的专业技能，多次进出防范森严的塔寨村，在马雯大出血时却要李飞提醒才知道止血。
- 剧中林耀东提到的似乎起到保护伞作用的“老爷子”始终没有揭晓身份。

### 花絮
爱奇艺版第14集警察们参加宋杨追悼会一幕的背景音乐为主题歌《无妨》，歌词到“谁在说谎”时，镜头给了剧情尚未揭示的黑警马云波和剧情已揭示的黑警陈光荣，到下一句“谁不说谎”时，镜头给了李飞。

## 外部連結
- 破冰行動的新浪微博
- 豆瓣电影上《破冰行動》的資料 （简体中文）
- 互联网电影数据库（IMDb）上《破冰行動》的资料（英文）
- 《破冰行動》緯來官方網站 （页面存档备份，存于）（繁體中文）

| 中国大陆 央视八套 黃金強檔劇場               | 中国大陆 央视八套 黃金強檔劇場            | 中国大陆 央视八套 黃金強檔劇場 |
| -------------------------------------------- | ----------------------------------------- | ------------------------------ |
|                                              | 破冰行動 （2019年5月10日－2019年5月31日） |                                |
| 绽放吧，百合 （2019年4月26日－2019年5月9日） | 无名卫士 （2019年5月31日－2019年6月14日） |                                |